# Tsaghkunk (Armavir)
Tsaghkunk (in armeno Ծաղկունք?) è un comune dell'Armenia di 1 338 abitanti (2009) della provincia di Armavir.